# Liechtensteiner Cup 1986/87
Der Liechtensteiner Cup 1986/87 war die 42. Austragung des Fussballpokalwettbewerbs der Herren in Liechtenstein. Der USV Eschen-Mauren gewann zum vierten Mal den Titel.

## Teilnehmende Mannschaften
Folgende 13 Mannschaften nahmen am Liechtensteiner Cup teil:
| - FC Schaan - FC Schaan II - FC Vaduz - FC Vaduz II - FC Ruggell - FC Ruggell II - FC Triesenberg | - FC Balzers - FC Balzers II - USV Eschen-Mauren - USV Eschen-Mauren II - FC Triesen - FC Triesen II |

## 1. Runde
Der USV Eschen-Mauren, der FC Balzers und der FC Vaduz hatten für diese Runde ein Freilos.
|                      | Ergebnis |                |
| -------------------- | -------- | -------------- |
| USV Eschen-Mauren II | 2:1      | FC Schaan      |
| FC Ruggell II        | 2:4      | FC Vaduz II    |
| FC Ruggell           | 3:2      | FC Schaan II   |
| FC Triesen II        | 3:4      | FC Balzers II  |
| FC Triesen           | 4:2      | FC Triesenberg |

## Viertelfinale
|                      | Ergebnis |                   |
| -------------------- | -------- | ----------------- |
| FC Triesen           | 1:3      | FC Balzers        |
| FC Ruggell           | 1:2      | USV Eschen-Mauren |
| FC Balzers II        | 2:6      | FC Vaduz          |
| USV Eschen-Mauren II | 2:1      | FC Vaduz II       |

## Halbfinale
|                   | Ergebnis |                      |
| ----------------- | -------- | -------------------- |
| USV Eschen-Mauren | 7:2      | USV Eschen-Mauren II |
| FC Balzers        | 1:5      | FC Vaduz             |

## Finale
Das Finale fand am 28. Mai 1987 in Ruggell statt.
| Datum      |                   | Ergebnis |          |
| ---------- | ----------------- | -------- | -------- |
| 28.05.1987 | USV Eschen-Mauren | 1:0      | FC Vaduz |